# Mieライブ
『Mieライブ』（ミエライブ）は、三重テレビ放送で2019年4月1日から放送されているニュース・情報番組である。

## 概要
2015年4月1日から4年間放送されてきた「三重テレビニュースウィズ」夕方台（但し、夜台は現在も放送中）、2008年4月7日から11年間放送されてきた「とってもワクドキ!」の後継番組として開始。

## 放送時間
時間は全て日本標準時で記す。

### Mieライブ（番組本編）
| 期間     | 期間      | 月 - 木曜日            | 金曜日                 |
| -------- | --------- | ---------------------- | ---------------------- |
| 2019.4.1 | 2021.3.31 | 17:40 - 18:55 （75分） | 17:40 - 19:15 （95分） |
| 2021.4.1 | 現在      | 17:40 - 18:55 （75分） | 17:40 - 18:55 （75分） |

「三重テレビナイター」が放送される日と、2020年4月以降の祝日と重なる日は、17:40 - 18:00に短縮し、ニュースパートのみを放送する。
また、年末年始（概ね12月28日頃 - 1月3日頃）は、5分間に短縮し、ニュースパートのみを放送する。この場合の放送時間は日によって異なる。

### Mieライブ+
| 期間     | 期間      | 月 - 木曜日           | 金曜日                 |
| -------- | --------- | --------------------- | ---------------------- |
| 2019.4.1 | 2021.3.31 | 18:55 - 19:00 （5分） | 19:15 - 19:30 （15分） |
| 2021.4.1 | 現在      | 18:55 - 19:00 （5分） | 18:55 - 19:05 （10分） |

番組本編が短縮放送となる場合は休止。

## 放送内容

### 現在の主なコーナー
- ニュース
- キチキチキッチン
- みんなが特派員
- 日本まんなか直送便プラス
- MieライブHealth&Beauty
- MieライブEconomy
- いいね。みえ
- 教えて！浜谷先生
- 気象情報

### 過去に放送されたコーナー
- 岡三ウェザーニュース

## 出演者

### メインキャスター
☆は三重テレビアナウンサー
- 中久木大力☆（月・火曜、開始～2021年3月23日、2021年7月5日－）→（月‐水曜、2021年3月29日‐2021年6月30日）
- 奥村莉子☆（木曜、2021年4月1日～2021年7月1日）→（水・木曜、2021年7月7日～2022年3月31日、2024年4月3日～）→（木・金曜、2022年4月1日～2024年3月29日）
- 浜口順子（金曜、2024年4月5日～）

### サブキャスター
- 野田愛実（第1月曜）[4]。
- 伊佐治好音（第1、第2火曜）
- 松田次生（第2・4水曜）
- 三宅舞（火曜【開始～2022年3月29日】→木曜【2022年4月7日ー】）
- 設楽賢（ボイメンエリア研究生）、内海太一（ボイメンエリア研究生）、古川流唯（ボイメンエリア研究生）木曜）
- 浦中こういち（第1・3水曜・開始～2020年度)→(金曜 2021年4月2日～）

### お天気キャスター

#### 気象情報
- 多森成子（気象予報士）

### コメンテーター
- 樋口士郎
- 大谷昭宏
- 村尾信尚
- 井原慶子
- 田中里沙
- 宮本ともみ
- 小倉隆史
- 浜谷英博
- 内田淳正
- 川口淳
- 森豊
- 西川千雅
- 柴田佐織
- 松田裕子
- 浜口順子
- 塩谷尚也

## テーマ曲

### オープニングテーマ
- 山本真凜「Future」[1]

### エンディングテーマ
- 煌めき☆アンフォレント「奇跡≒スターチューン」[2]

## 過去の出演者

### メインキャスター
- 若林希（木・金曜、開始～2021年1月29日）→（水‐金曜、2021年2月3日～3月26日）
- 中津友里（金曜、2021年4月9日～2022年3月25日）
- 北村実穂（水曜、開始～2021年1月26日・2022年4月6日～2024年3月27日）

### サブキャスター
- 阿部周平（MAG!C☆PRINCE）（金曜）（2020年度まで）
- 山本真凜（第2・3・4・5月曜【2021年12月13日まで】）[5]
- 竹内誠人（木曜・開始～2022年3月31日）
- 佐々木夢夏（第3、第4火曜、2022年4月19日‐2024年1月まで）

### 岡三ウェザーニュース（2019年度まで）
- 竹内美波
- 長瀬葉香
- 足立奈実

### 気象キャスター
- 中西麻起（2021年6月28日より7月10日まで多森の代行）